# سعد الصديق
سعد الصديق ولد في 29 سبتمبر 1959 في بني خداش، هو مهندس وسياسي تونسي.

## السيرة الذاتية

### الدراسات
تحصل سعد الصديق على شهادة الباكالوريا في الرياضيات في يونيو 1976، وبدأ مساره الجامعي بتحصله على شهادة في الهندسة الريفية من المعهد الوطني للعلوم الفلاحية بتونس. في ديسمبر 1983، تحصل على شهادة مهندس أول مياه من المدرسة الوطنية للهندسة الريفية والمياه والغابات بباريس.

### المسار المهني والسياسي
مارس الصديق مساره المهني في وزارة الفلاحة التونسية. بين 1984 و1998، شغل منصب رئيس دائرة الهندسة الريفية والمناطق السقوية بقبلي ثم ببنزرت. بين 1998 و2008، كان مندوبا جهويا للتنمية الفلاحية بقبلي وسيدي بوزيد، فمديرا عاما للهندسة الريفية واستغلال المياه في الفترة ما بين 2008 و2013، فمديرا عاما للسدود والأشغال المائية الكبرى.

عين في 2014 رئيس مدير عام الشركة الوطنية لاستغلال وتوزيع المياه والتي يشغل عضو مجلس إدارتها.

عين في 6 فبراير 2015، في منصب وزير الفلاحة والموارد المائية والصيد البحري في حكومة الحبيب الصيد، وبقي على رأس الوزارة حتى 27 أغسطس 2016.

## الحياة الخاصة
سعد الصديق متزوج وأب لثلاثة أطفال.